# فست (بلگراد)
فست (انگلیسی: FEST) یک جشنواره فیلم سالانه است که از سال ۱۹۷۱ در اواسط تابستان در بلگراد برگزار می‌شود.
فست یه نوعی اولین جشنواره فیلم در کشوری کمونیستی بود که چهره‌های مطرح هالیوودی نظیر جک نیکلسون، کرک داگلاس، رابرت دو نیرو، دنیس هوپر، پیتر فوندا، میلوش فورمن، فرانسیس فورد کاپولا، رومن پولانسکی، سم پکین‌پا و پیرپائولو پازولینی و دیگران در آن شرکت کردند.
در طی فروپاشی یوگسلاوی، فست دچار تنزل و توقف شد اما در اوایل سال ۲۰۰۰ مجدداً به جایگاه قبلی‌اش رسید. این جشنواره در سال ۲۰۰۷ نزدیک به ۱۰۰ هزار نفر مخاظب داشت.
در ۴۸امین دوره برگزاری فست در سال ۲۰۲۰ جان مالکوویچ به عنوان مهمان ویژه این رویداد حضور داشت.